# Armfødder
 Ikke at forveksle med branchiopoda.
Armfødder eller brakiopoder (Brachiopoda) er en dyregruppe hvirvelløse dyr som lever i havet som bilateral-symmetriske dyr og som består af et todelt hus. Der er indtil videre kun fundet en enkelt art i danske farvande, Novocrania anomala. I Danmarks forhistorie var de langt mere udbredte og talrige og adskillige arter er kendt som fossiler.
I dag eksisterer der ca. 83 slægter med ca. 375 arter fra armfødder. De træffes både i varme og kolde have, overvejende på dybt vand.
De ligner i det ydre muslingerne (Bivalvia), men har i stedet for en venstre og højre skal en over og en under, hvorved bugsidens skal for det meste er større. De har dog intet slægtskab med muslinger. Underskallen er normalt mere hvælvet end overskallen; enkelte former som Crania sidder dog fastvoksede til underlaget, og skallen er da flad. Hos de fleste, Testicardines, er skallerne forbundne med et hængsel, bestående af tænder, der passer ind i fordybninger; den mindre gruppe, Ecardines, mangler hængslet. Skallerne er aldrig forbundne med et bånd som muslingernes, og modsat disse er de hver for sig symmetriske.
Brachiopoder har på begge sider af munden armformede fangarme. De største af nutidens levende arter opnår en skalbredde op til syv centimeter, de største fossilskaller har en bredde ca. 30 centimeter.
Armføddinger er kendt som fossiler siden den nedre Kambrium for ca. 530 millioner år siden. Indtil i dag er der fundet fossiler fra mere end 30.000 uddøde arter, der er indordnet i ca. 4.000 slægter.

## Kendetegn
Armfødderne opnår som regel en skalstørrelse på på maksimal 5 centimeter, men fossile arter kan kan blive op til 30 cm store og ved arterne Atremata og Lingula kan stilken ligeledes opnå en længde på 30 centimeter. Armføddernes almindeligste kendetegn er den todelte skal, som bliver underdelt i en dorsal- og i en ventralskal. Særlig de fossile skaller kan have forskellige former. En del armfødder sidder i en del af deres liv fast ved en stilk, der kan gå igennem et hul i spidsen af underskallen, der i reglen som et næb rager frem under overskallen; i andre tilfælde går stilken mellem de 2 skaller. I reglen består skallernes hovedmasse af kulsur kalk, sjælden er de tyndere og består af kitin; de afsondres fra ydersiden af et par store, i randen ofte børstebesatte, kappeblade som ligner muslingernes.

## Klassifikation
Armfødder deles i to grupper: Testicardines har hængsel og støtteapparat for armene, men mangler gat; hertil hører blandt andet Terebratulina og Magellania (Waldheimia). Arter af slægterne Terebratula og Rhynchonella er almindelige i vore kridtlag; helt uddøde er Spirifer og mange andre slægter. Til Ecardines hører den fastsiddende Crania og Lingula med en meget lang muskuløs, i et sandrør stikkende stilk; denne slægt træffes allerede i de kambriske lag.

## Ekstern henvisning
- Hver periode sin art bracchiopod
- Ækvator fundet på Grønland. Videnskab.dk